# НЦАОМУ
Національний центр аерокосмічної освіти молоді України ім. О. М. Макарова (НЦАОМУ) — центр аерокосмічної освіти молоді України. Метою діяльності Центру є практична реалізація державної молодіжної політики, створення належних умов для інтелектуального збагачення молодого покоління України та виконання національної програми «Діти Всесвіту»

## Опис
Центр розташований в місті Дніпро, в Україні. Національний центр аерокосмічної освіти молоді ім. О.М. Макарова є навчальним закладом, який забезпечує високоякісну підготовку молоді в галузі аерокосмічних технологій та науки. Ц
Учні цього центру отримують не тільки теоретичні знання, але і практичні навички у сфері аерокосмічних технологій. У центрі працюють кваліфіковані викладачі, які мають значний досвід роботи в галузі аерокосмічної технології. Наукові проекти та дослідження є також важливою частиною навчального процесу.
Один з головних принципів центру  - це забезпечення рівних можливостей для отримання високоякісної освіти в галузі аерокосмічних технологій для всіх учнів, незалежно від їхнього соціального статусу. Це дає можливість молоді з різних регіонів України отримати високоякісну освіту та стати експертами в галузі аерокосмічної технології.
Національний центр аерокосмічної освіти молоді ім. О.М. Макарова - це дієвий механізм підтримки розвитку науки та технологій в Україні, що сприяє підвищенню кваліфікації молоді в цій сфері та забезпеченню майбутнього розвитку України у галузі аерокосмічних технологій? Перш за все, це наявність відповідного навчального закладу, який забезпечує професійну підготовку фахівців в цій сфері. Національний центр аерокосмічної освіти молоді ім. О.М. Макарова є саме таким закладом, де молодь може отримати необхідні знання та практичні навички у галузі аерокосмічних технологій.
У Центрі пропонуються різні програми навчання, які відповідають потребам сучасного ринку праці. Зокрема, студенти можуть отримати освіту за спеціальностями, пов'язаними з виробництвом та експлуатацією авіаційної техніки, космічних систем, ракетно-космічних апаратів та інших засобів аерокосмічної техніки.
Крім того, Центр регулярно проводить наукові дослідження та розробки у галузі аерокосмічних технологій, що дозволяє студентам бути в курсі останніх досягнень у цій галузі та брати участь у практичних проектах.
Таким чином, Національний центр аерокосмічної освіти молоді ім. О.М. Макарова є важливим фактором у розвитку української аерокосмічної галузі та забезпеченні майбутнього розвитку цієї галузі за рахунок підготовки висококваліфікованих фахівців.
З метою пропаганди досягнень вітчизняної аерокосмічної галузі, формування у дітей і молоді інтересу до авіації та космонавтики, науки і техніки, дослідницької діяльності в центрі створено аерокосмічний музейний комплекс.
На території центру знаходяться такі навчальні експонати:
- ракети, в. т.ч. Р-36М («Сатана»)
- бойові (деактивовані) головні частини стратегічних ракет
- космічні супутники
- СЗО С-200
- зразок (манекен) двигуна ракети Фау-2

## Історія
12 вересня 1996 року у м. Дніпропетровськ, згідно з Указом Президента України Леоніда Даниловича Кучми, за ініціативою національного космічного агентства України та Українського молодіжного аерокосмічного об'єднання «Сузір'я», був утворений Національний Центр аерокосмічної освіти молоді України.
11 вересня 2006 року центру присвоєно ім'я О. М. Макарова.

## НАПРЯМИ ДІЯЛЬНОСТІ

### Аерокосмічна освіта
Аерокосмічна освіта - це системна форма навчання і виховання дітей та молоді з метою передачі знань про авіацію і космонавтику, підготовки фахівців для аерокосмічної галузі та інформування населення про результати космічної діяльності в Україні. Національний центр аерокосмічної освіти ім. О.М. Макарова (НЦАОМ) пропонує чотири рівні аерокосмічної освіти: початкова аерокосмічна освіта, професійна аерокосмічна освіта, підвищення кваліфікації працівників аерокосмічної галузі та формування загальної аерокосмічної культури. Перший рівень здійснюється в дитячих дошкільних установах, загальноосвітніх школах та позашкільних організаціях, другий - через систему середніх спеціальних і вищих навчальних закладів, третій - система перепідготовки фахівців і підвищення кваліфікації працівників аерокосмічної галузі на базі вищих навчальних закладів та четвертий - робота з формування загальної аерокосмічної культури серед населення. Мета останнього полягає в формуванні позитивного відношення громадян до космічної діяльності, особливо тих, які не мають прямого відношення до космонавтики.
Проводяться навчання по таким напрямкам:
- Механіка космічного польоту
- Основи ракетно-космічної техніки
- Фізика космосу
- Космічний зв'язок
- Екологія Космосу
- Історія створення ракетно-космічної техніки
- Космічна медицина и біологія
- Інформатика

### Конференції

#### "Людина і Космос"
Міжнародна молодіжна науково-практична конференція "Людина і Космос" - це щорічна подія в аерокосмічній галузі, яка збирає молодих вчених і фахівців з усього світу для обговорення та обміну досвідом у сфері науки про космос та ракетобудування. Конференція проводиться протягом трьох днів, під час яких учасники представляють наукові доповіді та обговорюють свої наукові напрацювання на пленарних та секційних засіданнях, круглих столах.Організатори конференції - підприємства та університети ракетно-космічного профілю, що створює унікальну можливість для учасників ознайомитися з передовими розробками в аерокосмічній галузі, взаємовигідно співпрацювати з промисловістю та університетами та залучати молодих дослідників та фахівців до роботи в ракетно-космічній галузі.Конференція відкрита для студентів, аспірантів, молодих фахівців та молодих вчених, які зацікавлені в науці про космос та ракетобудуванні. Після закінчення конференції кращі наукові доповіді публікуються у фахових журналах "Вісник Дніпровського університету" серії "Ракетно-космічна техніка" та "Екологія і ноосферологія".
Офіційний сайт конференції  "Людина і Космос".

#### Конференція-конкурс науково-дослідних робіт школярів «Зоряний шлях»
Конференція-конкурс науково-дослідних робіт школярів «Зоряний шлях» - це щорічний захід, що відбувається в Україні. Мета конференції - надати молодим дослідникам можливість представити та захистити свої оригінальні науково-дослідні роботи з різних напрямків в області астрономії, фізики, природних явищ та екології Космосу, технічної творчості та ракетно-космічного моделювання та комп'ютерних технологій. Конференції беруть участь учні 7-11 класів загальноосвітніх закладів України, а також призери конкурсів Малої академії наук, Центрів науково-технічної творчості молоді, Українського молодіжного аерокосмічного об'єднання «Сузір'я» та НЦАОМ. Конференція мотивує школярів до аерокосмічної освіти та допомагає старшокласникам визначитися з вибором майбутньої професії та придбати перший досвід науково-дослідної роботи.
Офіційний сайт конференції: «Зоряний шлях».

#### Науково-практична Інтернет-конференція «Космічні горизонти»
Конференція "Космічні горизонти" є науково-практичною інтернет-зустріччю, яка проводиться щорічно у три етапи і присвячена вивченню різних аспектів космосу. Учасники конференції отримують можливість ознайомитися зі сучасними напрямами розвитку технічних наук, аерокосмічної освіти та технологій навчання, а також вивчення космосу з точки зору користі для людства. Формат конференції передбачає дистанційну участь, з можливістю публікації матеріалів у збірнику, який розміщується на веб-сторінці конференції. Конференція відкрита для науковців, молодих вчених, аспірантів, здобувачів, фахівців і студентів, а мови роботи - українська, російська та англійська. Учасники отримують збірник матеріалів та сертифікат на електронну адресу.
Офіційний сайт конференції: «Космічні горизонти»

#### Наукові читання «Дніпровська орбіта»
Наукові читання «Дніпровська орбіта» є унікальним заходом, що збирає професіоналів-практиків ракетно-космічної галузі, а також науковців, викладачів та фахівців з різних сфер технічних і біологічних наук, істориків і філософів. Мета заходу - обговорення актуальних проблем, пов'язаних з гуманітарними аспектами космічної діяльності, таких як історія авіації та ракетно-космічної техніки, спадщина піонерів конструкторських шкіл, екологічні проблеми ракетно-космічного комплексу України, аерокосмічна освіта, вплив космічної діяльності на світогляд розвитку людського суспільства та проблеми міжнародного космічного права ХХІ століття. На захід запрошуються науковці, фахівці та спеціалісти підприємств і організацій аерокосмічної галузі.
Офіційний сайт конференції - «Дніпровська орбіта».

### Наукова діяльність
Напрямок досліджень в галузі ракетно-космічної техніки зосереджується на розробці та впровадженні нових технологій та обладнання для виробництва деталей та вузлів з полімерних композиційних матеріалів. Крім того, розробляються методи та засоби неруйнівного контролю, екологічно чисті енергоощадні технології нанесення гальванохімічних покриттів, технологія та комплекс обладнання для механізованого струминного очищення паливних баків та трубопроводів. Крім того, розробляється методика та обладнання для проведення безрідинного вимірювання внутрішніх об'ємів порожнин вузлів ракетно-космічної техніки. Результати досліджень у цьому напрямку дозволять підвищити якість та ефективність виробництва ракетно-космічної техніки та зменшити негативний вплив на навколишнє середовище.

### Проекти і конкурси

#### Всеукраїнський комплексно-тематичний інтелектуальний проект «Космічне братство»
Інтелектуальний конкурс "Космічне братство" проводиться щорічно на базі Національного центру аерокосмічної освіти молоді ім. О.М. Макарова. Конкурс має на меті виявлення та підтримку талановитих учнів, розвиток їх зацікавленості до поглибленого вивчення космічного простору, обміну знанням та інформацією в області астрономії, фізики, природних явищ та екології Космосу, технічної творчості, ракетно-космічного моделювання та інше. Основні завдання конкурсу полягають у підтримці ініціативи учнів, розвитку їх розуміння ролі Космосу для сучасних технологій, популяризації аерокосмічної освіти та продовженні освіти учнів. Конкурс також сприяє в професійній орієнтації та пропагує досягнення науки, техніки, новітніх технологій та інше. Учасники змагаються у командному форматі, швидко відповідаючи на поставлені запитання.

#### Всеукраїнський конкурс дитячого малюнка «Крок до зірок»
Всеукраїнський конкурс дитячого малюнка "Крок до зірок" організовується спільно з міським методичним центром та приурочений до Дня космонавтики. Участь в ньому беруть учні загальноосвітніх шкіл, учасники художніх студій, гуртків міських установ культури.
Конкурсна програма дозволяє дітям відобразити свої фантазії та ідеї щодо космічних подій, незвіданих планет, міжпланетних польотів та інших космічних явищ. Учасники можуть використовувати як реальні, так і фантастичні сюжети для створення своїх творінь.
Оцінюються малюнки за їх творчість, оригінальність та художній рівень. Конкурс дозволяє дітям розвинути свої творчі здібності, уяву та фантазію, а також допомагає сприяти популяризації космічних тем серед молоді.
Конкурс має значний педагогічний та виховний потенціал, оскільки він дозволяє дітям розвивати свої творчі та художні здібності, а також формувати естетичний смак та інтерес до космосу та науки загалом. "Крок до зірок" - це неперевершена подія, яка стимулює молодих талантів до творчого самовираження та розвитку своїх здібностей.

#### Всеукраїнський конкурс творчих робiт школярiв «Літературний Всесвіт»
Всеукраїнський конкурс творчих робіт "Літературний Всесвіт" щорічно проводиться Національним центром аерокосмічної освіти молоді ім. О.М. Макарова. Конкурс має на меті виявити нові таланти серед школярів віком від 7 до 18 років. У конкурсі можна взяти участь у трьох напрямках: "Нова космічна казка", "Вірш" та "Есе". Кожен з цих напрямків дає змогу проявити свій творчий потенціал та висловити свої космічні фантазії, думки та роздуми на задану тематику.

#### Всеукраїнський конкурс комп'ютерної графіки «Україна космічна»
Всеукраїнський конкурс комп'ютерної графіки «Україна космічна» проводиться з метою сприяння розвитку науково-технічної галузі космічних досліджень та залучення дітей та юнацтва до активного використання інформаційних технологій у практичній діяльності.
Конкурс має на меті знайти та підтримати обдарованих дітей, які мають талант до комп'ютерної графіки, а також популяризувати знання про космос та Всесвіт серед молоді. Учасники можуть демонструвати свої навички та творчі здібності, створюючи комп'ютерні роботи на тему космічних досліджень.
Основні завдання конкурсу полягають у виявленні обдарованих дітей та розвитку їх творчих здібностей, популяризації знань про космос та Всесвіт, стимулюванні творчої активності в галузі інформаційних технологій, залученні уваги дітей та юнацтва до науково-технічних проблем розвитку космічної галузі, а також розвитку почуття патріотизму та любові до Батьківщини.
Учасники можуть брати участь у конкурсі у трьох вікових категоріях: до 12 років, 12-15 років та 16-18 років. Конкурс складається з трьох етапів: відбіркового, півфінального та фінального. У відбірковому етапі учасники подають свої роботи, які оцінюються журі.

#### Конкурс дитячого малюнку на асфальті «Космічна посмішка»
Конкурс малюнка на асфальті «Космічна посмішка» є щорічним заходом, який проводить Національний центр аерокосмічної освіти молоді ім. О.М. Макарова з метою привернути увагу дітей до розвитку космічної галузі та підвищити інтерес до художніх видів творчості. У конкурсі можуть взяти участь діти різного віку та категорій. Головна умова - намалювати на асфальті свій власний Всесвіт, таким, яким його уявляється самому малюнку. Цей конкурс - це чудова нагода для дітей використовувати свою уяву та креативність, а також ознайомитися зі світом космосу та вивчити більше про науку та технології.

### Конкурс комп'ютерних технологій «Ми - діти Галактики»
Національний центр аерокосмічної освіти молоді ім. О.М. Макарова організовує щорічний конкурс комп'ютерних технологій "Ми - діти Галактики", з метою привернення уваги дітей та молоді до науково-технічних проблем розвитку космосу. Основні напрямки конкурсу включають популяризацію знань про Всесвіт, відображення авторського уявлення про Всесвіт, дослідження загадкових об'єктів і явищ на Землі та у Космосі, історію освоєння Космосу, висвітлення життя видатних учених і конструкторів, а також перспективи розвитку космічної техніки та космічних досліджень.
Конкурс розподілений на два напрямки: комп'ютерна творчість та комп'ютерні технології. У першому напрямку учасники можуть створювати електронні презентації, WEB-сайти та анімаційні фільми, в яких відобразять своє уявлення про космос. Другий напрямок охоплює розробку навчальних, ігрових та тестових комп'ютерних програм аерокосмічної тематики.
Мета конкурсу полягає в залученні уваги молоді до космічних проблем, виявленні обдарованої молоді, розвитку їхніх творчих здібностей та почуття патріотизму й любові до Батьківщини. Участь у конкурсі дає можливість молодим людям розширити свої знання про космос, покращити свої навички в області комп'ютерних технологій та проявити свої творчі здібності.

#### Круглі столи серії «Життя видатних людей»
НЦАОМ проводить Круглі столи серії «Життя видатних людей», що призначені для вшанування видатних та славетних особистостей, які зробили вагомий внесок у розвиток космонавтики та ракетно-космічної техніки. Заходи мають Всеукраїнський характер та пропагують досягнення України у галузі авіації, космонавтики та ракетобудування. Круглі столи проходять у форматі «ZOOM-конференції» та запрошують до участі людей, які цікавляться історією ракетно-космічної техніки та безпосередньо спілкувалися з видатними особистостями.

#### Освітньо-науковий проект «Таємничий космос»
Освітньо-науковий проект «Таємничий космос» розрахований на талановитих дітей, які мають зацікавленість у вивченні космічного простору та природних явищ Космосу. Проект проводиться щорічно на базі Національного центру аерокосмічної освіти молоді ім. О.М. Макарова і має на меті підтримку та розвиток технічної творчості та обмін знаннями та інформацією в області астрономії та фізики.
Заходи, що проводяться в рамках проекту, присвячені вивченню планет та космічних об'єктів Сонячної системи. Діти мають можливість познайомитися з найцікавішими фактами та відомостями про кожну з планет, їх характеристиками та особливостями. Вони також вивчають різні фізичні закони та явища, що зустрічаються в космосі.
Учасники проекту беруть участь у цікавих інтерактивних заняттях, в яких вони мають можливість взаємодіяти з науковими експертами та отримувати відповіді на свої запитання. Крім того, учасники мають можливість показати свої технічні здібності, працюючи з різними матеріалами та створюючи космічні моделі.
Освітньо-науковий проект «Таємничий космос» допомагає розвинути творчі та наукові здібності дітей, виховує в них цікавість до вивчення космосу та сприяє розвитку наукового потенціалу України у галузі космічних технологій.

### Навчально-виставковий комплекс
Навчально-виставковий комплекс - це особливе місце, яке пропагує історію та досягнення ракетно-космічної галузі України. В залах комплексу експонуються натурні зразки космічних апаратів, починаючи від перших і до унікальних багатофункціональних, призначених для моніторингу Землі та дослідження Сонця. Вся представлена техніка була розроблена Державним підприємством "Конструкторське Бюро «Південне» ім. М.К. Янгеля" та виготовлена Державним підприємством "Виробниче об'єднання «Південний машинобудівний завод» ім. О.М. Макарова".
Окрім експонування техніки, велику увагу приділяють експозиціям, присвяченим М.К. Янгелю та О.М. Макарову, видатним науковцям та інженерам, що внесли значний внесок у розвиток ракетно-космічної галузі України.
Крім основної експозиції, на відкритому майданчику можна оглянути справжні бойові та мирні ракетоносії, головні блоки та ракетні двигуни. Щорічно комплекс відвідують більше 25000 чоловік.
Навчально-виставковий комплекс - унікальний зразок пропаганди історії та досягнень ракетно-космічної галузі України, що дозволяє відвідувачам побачити техніку, яка відіграла важливу роль у розвитку космічних програм України та світу. Така експозиція дозволяє зберегти історію розвитку науки та техніки, збільшити зацікавленість учнів та студентів.